# 鈴鹿市立創徳中学校
鈴鹿市立創徳中学校（すずかしりつそうとくちゅうがっこう）は、三重県鈴鹿市三日市にある公立中学校。

## 沿革
- 1984年 - 鈴鹿市立平田野中学校から分離し、新規開校。
- 2015年 - 学校給食開始。

## 教育方針

### 学校教育目標
豊かな人間性とたくましく活力に満ちた生徒の育成

### めざす学校像
すべての生徒が楽しく安心して学べる学校
－生徒・先生・保護者・地域が心を通わせて－

## 部活動

### 運動部
- 野球（男子）
- ソフトテニス（男子）
- サッカー（男子）
- バスケットボール（男子・女子）
- 陸上（男子・女子）
- バレーボール（女子）
- 卓球（女子）
- ソフトボール（女子）

### 文化部
いずれも男女共通
- 書茶道
- 美術
- 情報処理
- ブラスバンド
- 合唱
- 折り紙
- 将棋
- 総合文化

## 著名な卒業生
- 西村文男(プロバスケットボール選手)